# Rashida Jones
Rashida Jones (Los Angeles, Califòrnia, 25 de febrer de 1976) és una actriu estatunidenca, principalment coneguda a la televisió amb els papers de Louisa Fenn a Boston Public, Karen Filipelli a The Office i Ann Perkins a Parks and Recreation.
Al cinema, ha encarnat el paper principal femení de la comèdia I Love You, Man, al costat de Paul Rudd i de Jason Segel.

## Biografia
Filla del productor de música Quincy Jones i de l'actriu Peggy Lipton i germana petita de l'estilista Kidada Jones, va atreure l'atenció l'any 1994, quan era estudiant, amb una carta oberta responent a les observacions acerbes formulades per Tupac Shakur sobre el matrimoni interracial dels seus pares. Aquesta carta no va impedir fer amistat amb el raper i actor, que sortia amb la seva germana Kidada, abans la mort d'aquesta última l'any 1996.
El seu nom és d'origen àrab, significa « ben guiada », « qui té fe » en àrab.

## Carrera
L'any 2000, destaca amb un paper recurrent d'adolescent a la sèrie Freaks and Geeks a la NBC, entre 1999 i 2000.
La temporada següent, entra al repartiment de Boston Public, la nova sèrie de David E. Kelley per a la FOX, aquesta vegada per encarnar un membre del personal docent. Hi interpreta la jove Louisa Fenn, la sarcàstica secretària del proviseur de l'institut, durant dues temporades, i 26 episodis.
Abandona el programa per enllaçar petits papers en films, com Full Frontal de Steven Soderbergh, l'any 2002. També participa amb papers principals a series ràpidament anul·lades: actua així l'any 2004 a la sèrie britànica NY-LON amb Stephen Moyer, i l'any 2005, a la sèrie policíaca americana Wanted, produïda per Aaron Spelling, amb una sola temporada a la cadena de cable TNT. Participa també en algunes comèdies, cinematogràfiques i televisives.

### The OfficeiParks and Recreation
L'any 2008, es reafirma en el gènere comèdic participant en la sitcom Unhitched, produïda pels Germans Farrelly, però cancel·lada al cap de 6 episodis per la cadena FOX.
L'any següent aconsegueix el seu primer gran èxit popular, participant a la tercera temporada de The Office, amb el paper de Karen Filippelli, la nova col·lega del personatge de John Krasinski, Jim Halpert. Tornarà per a dos episodis de la temporada 4, i a continuació un a les temporades 5 i 7.
L'actriu està ben present dins el cap dels productors de la sèrie quan la NBC encarrega una sèrie derivada de The Office. El projecte esdevé finalment una nova sèrie, diferent de l'univers de The Office. Parks and Recreation és estrenada l'abril 2009 per la cadena NBC. A l'actriu li confien el paper d'una jove infermera de la ciutat fictícia de Pawnee, que arriba a ser la millor amiga de l'heroïna interpretada per Amy Poehler. Malgrat audiències molt fluixes, la comèdia és aclamada per la crítica, i es fan 7 temporades, fins al 2014.
Rashida abandona la sèrie al començament de la temporada 6, amb la finalitat de dedicar-se a nous projectes, sobretot com a productora. Tornarà pel 125 i últim episodi.
Durant els seus anys a la sèrie, apareix en uns quants films al cinema. Després de la comèdia I Love You, Man, l'any 2009, amb Jason Segel, participa amb papers més secundaris a films de directors consagrats - Quin parell de polis, de Kevin Smith, La xarxa social de David Fincher, l'any 2010, The Big Year l'any 2011, i Els Muppets, el retorn l'any 2012. També interpreta papers més profunds a films independents - Our Idiot Brother l'any 2011, i sobretot Celeste and Jesse Forever, l'any 2012, que és molt ben rebuda per la crítica.

### Guionista i Productora
Amb Celeste and Jesse Forever, una comèdia romàntica amb Andy Samberg, s'inicia com a guionista al costat de l'actor Will McCormack. Després de l'èxit d'aquest projecte, funden la seva productora, i multipliquen els projectes.
L'any 2013, produeixen la sitcom A to Z, amb Cristin Milioti, que no està més d'una temporada a la NBC. Però a finals de 2014, el tàndem anuncia el guió de Toy Story 4, el nou capítol de la famosa franquícia de la productora Pixar
Pel que fa a la comèdia, l'actriu torna l'any 2015 com a cap de cartell de la sèrie Angie Tribeca, produïda pel seu antic patró, Steve Carrell. La sèrie és ben rebuda per la crítica i se'n fa una segona temporada.
Encara l'any 2015, produeix el film documental Hot Girls Wanted, publicat a la plataforma Netflix i que denuncia les derives de la indústria pornogràfica, sobretot entre les joves de 18 a 20 anys que en són les primeres víctimes. L'any 2017, produeix la continuació d'aquest documental, en forma de sèrie, el títol de la qual és Hot Girls Wanted: Turned On.
Ha treballat també com a guionista per a un capítol la sèrie d'èxit Black Mirror, titulat "Caiguda Lliure" (temporada 3, episodi 1, 2016). L'episodi, coescrit amb Mike Schur sobre una idea del creador de la sèrie Charlie Brooker, va rebre crítiques elogioses.

## Filmografia

### Cinema
- 1998: Myth America de Galt Niederhoffer
- 2000: East of A de Amy Goldstein: Emily
- 2001: Roadside AssistENCE de Jennifer Derwingson: Lucy
- 2002: Full Frontal de Steven Soderbergh
- 2002: Now You Know de Jeff Anderson: Kerri
- 2003: Death of a Dynasty de Damon Dash: Layna Hudson
- 2004: Little Black Book de Nick Hurran: el doctor Rachel Keyes
- 2007: The Ten de David Wain: Hostess Rebecca Fornier
- 2008: Prop 8: The Musical d'Adam Shankman: Scary Catholic School Girls From Hell
- 2009: Brief Interviews with Hideous Men de John Krasinski: Hannah
- 2009: I Love You, Man de John Hamburg: Zooey'
- 2010: Quin parell de polis (Cop Out) de Kevin Smith: Debbie
- 2010: La xarxa social (The Social Network) de David Fincher: Marilyn Delpy
- 2011: The Big Year de David Frankel: Ellie
- 2011: Amics amb dret a alguna cosa més (Friends with Benefits) de Will Gluck: Maddison
- 2011: The Muppets de James Bobin: Veronica Martin
- 2011: Our Idiot Brother de Jesse Peretz: Cindy
- 2012: Celeste and Jesse Forever de Lee Toland Krieger: Celeste
- 2014: Salsa Fury de James Griffiths: Julia
- 2015: A Very Murray Christmas de Sofia Coppola: la casada
- 2018: Zoe de Drake Doremus

### Televisió

#### Sèries de televisió
- 1997: The Last Don: Johanna
- 2000: Freaks and Geeks: Karen Scarfolli (1 episodi)
- 2000-2002: Boston Public: Louisa Fenn (26 episodis)
- 2003: Chappelle's Show: Pam / Woman in 'Love Contract' (2 episodis)
- 2004: NY-LON: Edie Miller (7 episodis)
- 2005: Stella: Karen (1 episodi)
- 2005: Wanted: Detectiu Carla Merced
- 2006: The Office: Karen Filippelli (26 episodis)
- 2007: Saturday Night Live: Karen (1 episodi)
- 2007: Wainy Days: Wainette Davids (1 episodi)
- 2008: Unhitched: Kate (6 episodis)
- 2009: Robot Chicken: Casper/Little Orphan Annie/Molly/Princess (1 episodi)
- 2009-2015: Parks and Recreation: Ann Perkins
- 2011: Wilfred: Lisa (1 episodi)
- 2011-2014: Web Therapy: Hayley Feldman-Tate (4 episodis)
- 2013-...: The Awesomes: Hotwire (veu)
- 2016-2018: Angie Tribeca: Angie Tribeca

#### Telefilms
- 2000: Si les parets parlessin 2 (If These Walls Coulds Talk 2): Feminista (segment
- 2004: Strip Search (escenes tallades al muntatge)
- 2006: Untitled Paul Reiser Project: Angela
- 2006: Our Thirties: Liz

## Premis i nominacions

### Premis
- Premis Hollywood Film 2010: Repartiment de l'any per a La xarxa social

### Nominacions
- Premis NAACP Image 2002: Millor actriu secundària en una sèrie dramàtica per a Boston PUblic
- Premi Critics Choice 2011: Millor Repartiment per a La xarxa social